# Конвой SC 48
Конвой SC 48 (англ. Convoy SC 48) — конвой транспортних і допоміжних суден у кількості 52 одиниць, який у супроводженні кораблів ескорту прямував від канадського Сіднея до Ліверпуля.

## Історія конвою
5 жовтня 1941 року конвой SC 48, що формувався в Канаді з 52 суден, які перевозили військові матеріали, відплив із Сіднея до Ліверпуля. Командиром транспортного конвою був командор Х. М. Сандерс на судні Castalia.
Ескортна група канадських бойових кораблів складалася з есмінця типу «Таун» «Коламбія» і семи корветів класу «Флавер»: «Ветасківін», «Ростерн», «Баддек», «Кемроуз», «Шедіак», «Гладіолус» і «Мімоза» Вільних французьких військово-морських сил.
Цим силам протистояла патрульна лінія «Мордбреннер» з восьми німецьких підводних човнів, що розгорталася у протиконвойну лінію на південь від Ісландії поблизу точки зустрічі посеред океану. Німці знали, що саме в цьому регіоні Північної Атлантики здійснюється передача конвойних функцій від океанського ескорту бойовим кораблям Командування Західних підходів.
Союзна розвідка дізналася про присутність вовчої зграї «Мордбреннер» і почала вживати заходи введення противника в оману, намагаючись відволікти субмарини Деніца від конвою, але розвідка «Ультра» через технічні негаразди не змогла посприяти цьому; а в ніч з 14 на 15 жовтня транспорти помітив U-553.
Через важку погоду 11 суден, зокрема судно командира конвою SC 48, відстали від головних сил. «Колумбія» та два корвети «Кемроуз» і «Ростерн», вийшли на їхні пошуки. Третій корвет, «Шедіак», також був віднесений штормом і мав проблеми з радіозв'язком. За станом на 14 жовтня ескортні сили SC 48 залишися лишень з чотирьох корветів; «Ветасківін», «Баддек», «Гладіолус» і «Мімоза».

### Атаки
Вранці 15 жовтня капітан-лейтенант Турманн з U-553 повідомив про свій контакт Командування підводних човнів (BdU) і отримав наказ стежити, в той час як інші підводні човни зосередяться для атаки. Однак Турманн вирішив не гаяти час та атакувати тієї ночі; в результаті чого йому вдалося потопити два судна, Silvercedar і Ila.
15 жовтня «Енігма» вступила до справи, і Командування Західних підходів зрозуміло, що німці готують масштабну атаку на їхній конвой; для посилення SC 48 із довколишніх конвоїв було перекинуто кілька ескортних кораблів. Спочатку прибула група американських есмінців (DesRon 13), яка полишила конвой ON 24; два есмінці британського Королівського флоту («Хайлендер» і «Бродвотер») з TC 14; два корвети британського Королівського флоту («Абелія» і «Вероніка») з ON 25, і корвет Королівського флоту Канади («Піктоу») з Ісландії.
Пізніше, 15 жовтня, «Колумбія» знову повернулася до основних сил, але до U-553 приєдналися ще два човни: U-558 і U-568. U-558, несподівано наразився на судно Vancouver Island, що пливло самостійно — і затопив його, загинули всі 73 члени екіпажу та 32 пасажири. Перед настанням ночі також прибув U-568, і три човни підготувалися до скоординованої атаки.
З настанням темряви в ніч з 15 на 16 жовтня підводні човни знову атакували. U-568 атакував і потопив Empire Heron, «Гладіолус» контратакував, і атака U-568 була відбита. Потім «Гладіолус» відокремився, щоб забрати вцілілих, але ніколи більше не повернувся до конвою. Корвет загинув з усім екіпажем та тими, кого ймовірно встигнув врятувати — вважається, що британський корабель був затоплений U-568.
Спроби конвою маневром збити противника з пантелику не дали результату. Німецька вовча зграя продовжувала переслідування. У другій половині дня 16 жовтня прибуло перше підкріплення, американська група DesRon 13: есмінці USS «Декатур», «Карні» та «Лівермор» на чолі з «Планкетт». Пізніше до них приєднався п'ятий есмінець «Ґрір» у супроводі канадського корвета «Піктоу».
До ночі 16 жовтня BdU зібрало десять підводних човнів для атаки: три човни зграї «Мордбреннер» і сім інших човнів: U-101, U-109, U-208, U-374, U-432, U-502 і U-573.
Протягом ночі з 16 на 17 жовтня «зграя» атакувала, різкими маневрами наближаючись до транспортного судна, торпедною або артилерійською атакою завдавала удар і тікала в сторону. U-553 затопив Bold Venture близько 20:00. U-558 затопив WC Teagle приблизно через годину. Erviken і Rym атакували й затопили, коли вони зупинилися, щоб забрати вцілілих з потоплених суден. U-432 потопив Evros і Barfonn незадовго до півночі.
Одразу після півночі «Карні» зупинився, щоб уникнути зіткнення з корветом, і був торпедований U-568. Американський есмінець зазнав серйозних пошкоджень, 11 людей загинуло й ще 22 були поранені, але зусиллями екіпажу корабель врятували. У супроводжені «Декатура» і «Ґріра» його відправили в Ісландію.
Вранці 17 жовтня прибуло більше військових кораблів: «Хайлендер» і «Бродвотер» з TC 14 і «Абелія» і «Вероніка» з ON 25. Завдяки цьому підкріпленню подальші атаки були відбиті, але «зграя» залишалася в контакті, чекаючи наступної можливості.
На світанку 17 жовтня до конвою приєднався ескорт Командування Західних підходів, що складався з чотирьох есмінців («Бульдог», «Амазон», «Річмонд» і «Джорджтаун») і одного корвета («Хартсиз») з двома траулерами і рятувальним судном.
Німецька «вовча зграя» все ще переслідувала конвой, але всі подальші атаки були зірвані кораблями ескорту. «Вероніка» провела рішучу атаку на контакт і заявила про знищений човен, але насправді жодної втрати підводного човна противника не було підтверджено. Літаючий човен «Каталіна» також завдав удару по U-558, який був пошкоджений, але продовжував перебувати у складі групи, поки атака не була скасована.
У ніч з 17 на 18 жовтня німці спробували атакувати знову; всі атаки були відбиті, але U-101 обстріляв «Бродвотер», завдавши йому смертельного ураження; есмінець залишався на плаву ще 12 годин, але врешті-решт його довелося покинути й затопити.
18 жовтня BdU наказав припинити атаку. «Мордбреннер», який так і не сформувався повністю, був розпущений, а решта човнів відправлено на захід, щоб сформувати нову лінію патрулювання поблизу канадського узбережжя. Решта човнів були переміщені на схід, щоб сформувати нову лінію патрулювання, «Райссвольф», на південний схід від Гренландії.
22 жовтня 1941 року 31 судно конвою SC 48 прибуло до Ліверпуля. 11 суден, що відстали через різні обставини, були зібрані «Кемроузом» і «Ростерном». Під керівництвом коммодора Сандерса на «Касталії» та лише з двома корветами в ролі супроводу ця група змогла завершити перехід океаном без втрат, прибувши до Великої Британії тільки через 10 днів після прибуття основної частини.

## Кораблі та судна конвою SC 48[1]

### Транспортні судна
Позначення
| Назва                       | Прапор              | Тоннаж (GRT) | Прим.                                                                    |
| --------------------------- | ------------------- | ------------ | ------------------------------------------------------------------------ |
| Anna (1919)                 | Грецьке королівство | 5 173        |                                                                          |
| Barfonn (1931)              | Норвегія            | 9 739        | 17 жовтня потоплений U-432                                               |
| Bold Venture (1920)         | Панама              | 3 222        | 17 жовтня потоплено U-432                                                |
| Borgholm (1922)             | Норвегія            | 1 557        |                                                                          |
| Capsa (1931)                | Велика Британія     | 8 229        | до Скапа-Флоу                                                            |
| Castalia (1906)             | Велика Британія     | 6 601        |                                                                          |
| Clan Ranald (1917)          | Велика Британія     | 5 447        |                                                                          |
| Dalcroy (1930)              | Велика Британія     | 4 558        |                                                                          |
| Danae II (1936)             | Велика Британія     | 2 660        |                                                                          |
| Defender (1915)             | Велика Британія     | 8 258        |                                                                          |
| Empire Antelope (1919)      | Велика Британія     | 4 945        |                                                                          |
| Empire Gull (1919)          | Велика Британія     | 6 408        |                                                                          |
| Empire Heron (1920)         | Велика Британія     | 6 023        | 16 жовтня потоплено U-568                                                |
| Empire Moon (1941)          | Велика Британія     | 7 472        | КАТ судно                                                                |
| Empire Moonbeam (1941)      | Велика Британія     | 6 849        |                                                                          |
| Erviken (1921)              | Норвегія            | 6 595        | 17 жовтня потоплено U-558                                                |
| Euthalia (1918)             | Грецьке королівство | 3 553        |                                                                          |
| Evita (1927)                | Норвегія            | 6 346        |                                                                          |
| Evros (1918)                | Грецьке королівство | 5 283        | 17 жовтня потоплено U-432                                                |
| Facto (1921)                | Норвегія            | 1 522        |                                                                          |
| Fairwater (1928)            | Велика Британія     | 4 108        |                                                                          |
| Frances Dawson (1923)       | Велика Британія     | 3 724        |                                                                          |
| Granfoss (1913)             | Норвегія            | 1 461        |                                                                          |
| Grodno (1919)               | Велика Британія     | 2 458        |                                                                          |
| Gudmundrå (1919)            | Швеція              | 2 458        | 17 жовтня у протоці Бель-Айл повернулося назад через проблеми з двигуном |
| Ila (1939)                  | Норвегія            | 1 583        | 15 жовтня потоплено U-553                                                |
| Inger Lise (1939)           | Норвегія            | 1 582        |                                                                          |
| Kingsborough (1928)         | Велика Британія     | 3 368        |                                                                          |
| Knud                        | Велика Британія     | 1 944        |                                                                          |
| Lornaston (1925)            | Велика Британія     | 4 934        |                                                                          |
| Manaquí (1921)              | Велика Британія     | 2 802        |                                                                          |
| Manchester Spinner (1918)   | Велика Британія     | 4 767        |                                                                          |
| Marietta E (1940)           | Велика Британія     | 7 628        |                                                                          |
| Mathilda (1920)             | Норвегія            | 3 650        |                                                                          |
| Mauritz (1916)              | Швеція              | 1 480        |                                                                          |
| Mount Taurus (1920)         | Грецьке королівство | 6 696        |                                                                          |
| Peder Bogen (1925)          | Велика Британія     | 9 741        |                                                                          |
| Peterton (1919)             | Велика Британія     | 5 221        |                                                                          |
| Philip T. Dodge (1910)      | Велика Британія     | 5 047        |                                                                          |
| Rosenborg (1914)            | Велика Британія     | 1 997        |                                                                          |
| Rossum (1928)               | Нідерланди          | 2 118        |                                                                          |
| Rym (1919)                  | Норвегія            | 1 369        | 17 жовтня потоплено U-558                                                |
| Saltersgate (1924)          | Велика Британія     | 3 940        |                                                                          |
| San Gaspar (1921)           | Велика Британія     | 12 910       |                                                                          |
| Scottish Heather (1928)     | Велика Британія     | 7 087        |                                                                          |
| Seapool (1940)              | Велика Британія     | 4 820        |                                                                          |
| Silvercedar (1924)          | Велика Британія     | 4 354        | 15 жовтня потоплено U-553                                                |
| Silverelm (1924)            | Велика Британія     | 4 351        |                                                                          |
| Spar (1924)                 | Нідерланди          | 3 616        |                                                                          |
| Star (1922)                 | Норвегія            | 1 531        |                                                                          |
| Vassilios A. Polemis (1907) | Грецьке королівство | 3 429        |                                                                          |
| W. C. Teagle (1924)         | Велика Британія     | 9 552        | 17 жовтня потоплений U-558                                               |
| Welsh Trader (1938)         | Велика Британія     | 4 974        |                                                                          |

### Кораблі ескорту
| Назва                    | Прапор                                  | Тип корабля                          | Прим.                                     |
| ------------------------ | --------------------------------------- | ------------------------------------ | ----------------------------------------- |
| «Абелія»                 | Військово-морські сили Великої Британії | корвет типу «Флавер»                 | 16-20 жовтня                              |
| «Амазон»                 | Військово-морські сили Великої Британії | ескадрений міноносець типу «Амазон»  | 17-21 жовтня                              |
| HMS/HMT Angle (FY201)    | Військово-морські сили Великої Британії | протичовновий траулер                | 17-22 жовтня                              |
| «Баддек»                 | Військово-морські сили Канади           | корвет типу «Флавер»                 | 5-17 жовтня                               |
| «Бродвотер»              | Військово-морські сили Великої Британії | ескадрений міноносець типу «Таун»    | 16-18 жовтня; 18 жовтня потоплений U-101  |
| «Бульдог»                | Військово-морські сили Великої Британії | ескадрений міноносець типу «B»       | 17-21 жовтня                              |
| «Кемроуз»                | Військово-морські сили Канади           | корвет типу «Флавер»                 | 9-17 жовтня                               |
| HMS Cape Warwick (FY167) | Військово-морські сили Великої Британії | протичовновий траулер                | 17-22 жовтня                              |
| «Коламбія»               | Військово-морські сили Канади           | ескадрений міноносець типу «Таун»    | 10-17 жовтня                              |
| «Джорджтаун»             | Військово-морські сили Великої Британії | ескадрений міноносець типу «Таун»    | 17-21 жовтня                              |
| «Гладіолус»              | Військово-морські сили Великої Британії | корвет типу «Флавер»                 | 8-16 жовтня; 17 жовтня потоплений U-558   |
| «Хартсиз»                | Військово-морські сили Великої Британії | корвет типу «Флавер»                 | 17-21 жовтня                              |
| «Хайлендер»              | Військово-морські сили Великої Британії | ескадрений міноносець типу «H»       | 16-20 жовтня                              |
| «Мімоза»                 | ВМС Вільної Франції                     | корвет типу «Флавер»                 | 9-17 жовтня                               |
| «Піктоу»                 | Військово-морські сили Канади           | корвет типу «Флавер»                 | 16 жовтня                                 |
| «Річмонд»                | Військово-морські сили Великої Британії | ескадрений міноносець типу «Таун»    | 16-20 жовтня                              |
| «Ростерн»                | Військово-морські сили Канади           | корвет типу «Флавер»                 | 9-21 жовтня                               |
| «Шедіак»                 | Військово-морські сили Канади           | корвет типу «Флавер»                 | 5-17 жовтня                               |
| HMS St. Apollo           | Військово-морські сили Великої Британії | протичовновий траулер                | 16-22 жовтня                              |
| «Декатур»                | Військово-морські сили США              | ескадрений міноносець типу «Клемсон» | 16-17 жовтня                              |
| «Ґрір»                   | Військово-морські сили США              | ескадрений міноносець типу «Вікс»    | 16-17 жовтня                              |
| «Карні»                  | Військово-морські сили США              | ескадрений міноносець типу «Глівз»   | 16-17 жовтня; 17 жовтня пошкоджений U-568 |
| «Лівермор»               | Військово-морські сили США              | ескадрений міноносець типу «Глівз»   | 16-17 жовтня                              |
| «Планкетт»               | Військово-морські сили США              | ескадрений міноносець типу «Глівз»   | 16-17 жовтня                              |
| «Вероніка»               | Військово-морські сили Великої Британії | корвет типу «Флавер»                 | 16-19 жовтня                              |
| «Ветасківін»             | Військово-морські сили Канади           | корвет типу «Флавер»                 | 9-17 жовтня                               |

## Підводні човни Крігсмаріне, що брали участь в атаці на конвой[14]
| Назва | Тип  | Командир                               | Результати атаки                                                   | Прим.                                                 |
| ----- | ---- | -------------------------------------- | ------------------------------------------------------------------ | ----------------------------------------------------- |
| U-73  | VIIB | капітан-лейтенант Гельмут Розенбаум    | не брав участі в атаці                                             |                                                       |
| U-77  | VIIC | капітан-лейтенант Генріх Шондер        |                                                                    |                                                       |
| U-101 | VIIB | капітан-лейтенант Ернст Менгерзен      | 18 жовтня потопив «Бродвотер»                                      |                                                       |
| U-432 | VIIC | капітан-лейтенант Гайнц-Отто Шульце    | 17 жовтня потопив Bold Venture, Evros і Barfonn                    |                                                       |
| U-502 | IXC  | капітан-лейтенант Юрген фон Розенштіль | не брав участі в атаці                                             |                                                       |
| U-553 | VIIC | капітан-лейтенант Карл Турманн         | 15 жовтня потопив Silvercedar і Ila, 17 жовтня потопив «Гладіолус» |                                                       |
| U-558 | VIIC | оберлейтенант-цур-зее Гюнтер Крех      | 17 жовтня потопив W.C. Teagle, Erviken і Rym                       | 18 жовтня пошкоджений літаком-амфібією PBY «Каталіна» |
| U-568 | VIIC | капітан-лейтенант Йоахім Пройсс        | 16 жовтня потопив Empire Heron, 17 жовтня пошкодив «Карні»         |                                                       |
| U-751 | VIIC | капітан-лейтенант Гергард Бігальк      | не брав участі в атаці                                             |                                                       |